# Chuck Woolery
Chuck Woolery (Ashland, 16 marzo 1941 – Horseshoe Bay, 23 novembre 2024) è stato un conduttore televisivo, cantante e attore statunitense.

## Biografia
Dopo il liceo, Woolery prestò servizio per due anni nella Marina degli Stati Uniti, a bordo della USS Enterprise (CVN-65). All'inizio degli anni '60, Woolery cantò e suonò il contrabbasso in un gruppo chiamato The Bordermen. Fece poi parte del duo musicale The Avant-Garde, che si propose nel pop psichedelico e ottenne un buon successo nel 1968 con la canzone Naturally Stoned, accolta positivamente anche in Canada.
Come artista solista, Woolery pubblicò cinque dischi con la Columbia. Passato poi alla RCA, incise Forgive My Heart e poi Love Me, Love Me, ma senza riscontrare alcun impatto. Intraprese allora la carriera di attore. Woolery fu il primo presentatore del popolarissimo telequiz La ruota della fortuna (1975-1981). Condusse poi altri giochi a premi e presentò diversi eventi. Per la grande popolarità ottenuta riprese anche a incidere dischi, cimentandosi però stavolta nel country.
Come attore lavorò al cinema ma soprattutto in televisione. Dal 2012 al 2014, Woolery condusse una trasmissione radiofonica, Save Us Chuck Woolery. Il programma divenne poi un podcast di lungo formato, venendo rinominato Blunt Force Truth. 
Iscritto al Partito repubblicano, appoggiò Donald Trump e minimizzò la pericolosità della pandemia di COVID-19. Negli ultimi tempi fece parlare di sé per i suoi commenti antisemiti e anticomunisti sul web.
Woolery morì nella sua casa di Horseshoe Bay il 23 novembre 2024 all'età di 83 anni.

## Vita privata
Si sposò quattro volte ed ebbe cinque figli.